# Hoftag di Magonza del 1184

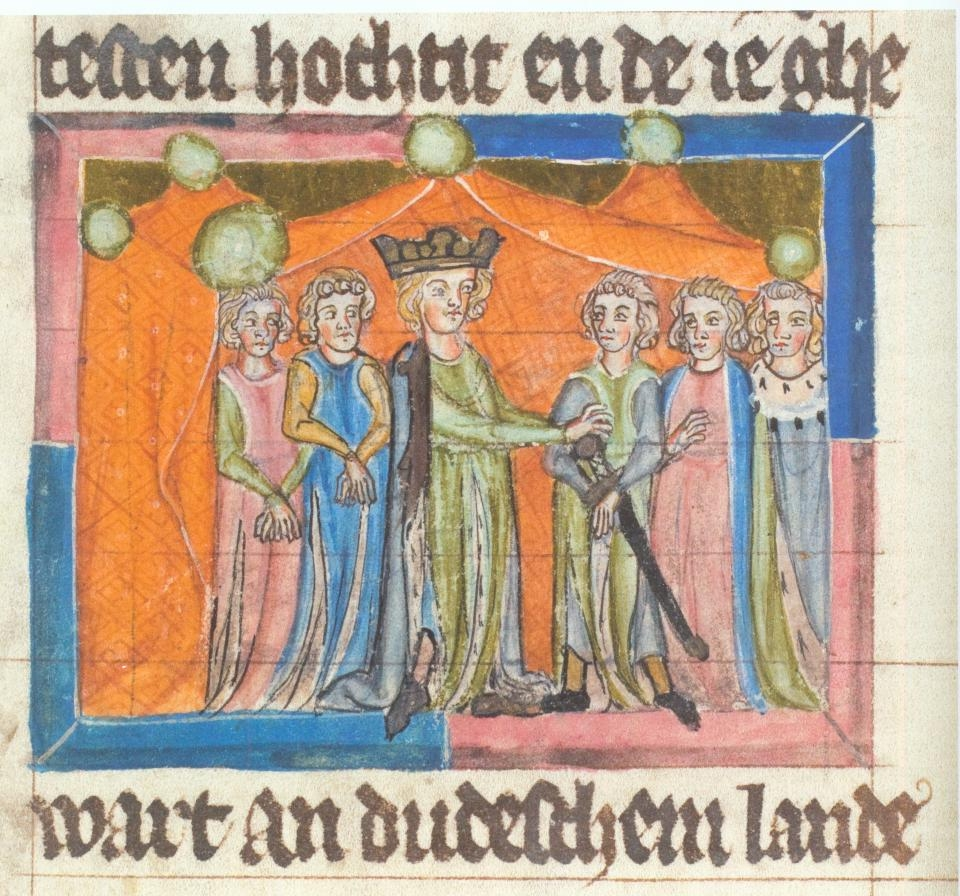
Raffigurazione dellHoftag di Magonza del 1184 nel Sächsische Weltchronik, Germania settentrionale, primo quarto del XIV secolo, Berlino, Biblioteca di Staatsbibliothek Preußischer Kulturbesitz, Ms. germ. fol. 129, fol. 112r.

L'Hoftag di Magonza del 1184 fu un Hoftag organizzato dall'imperatore Federico I Barbarossa sull'isola di Maaraue (al largo di Magonza e sulla foce del Meno), in occasione della festa di Pentecoste. Con il suo gran numero di visitatori e i suoi piaceri culturali, rappresentò un punto culminante dello stile di vita cavalleresco così come lo sviluppo del potere degli Hohenstaufen.

## Preparativi
Nel 1183, dopo i successi nella politica italiana e la sottomissione di Enrico il Leone della stirpe Welfen, all'inizio degli anni 1180, l'imperatore Federico I annunciò un Hoftag a Magonza per l'anno successivo. Venne eretta appositamente per l'evento una città fatta di edifici in legno e tende, in mezzo ai quali furono costruiti il palazzo dell'imperatore e una chiesa. Poiché la notizia dell'Hoftag venne diffusa con un anno di anticipo, oltre ai visitatori dalle aree imperiali a nord delle Alpi, poterono arrivare anche francesi, spagnoli, inglesi, italiani e visitatori dai Balcani.

## Eventi festivi
L'Hoftag di Magonza iniziò il 20 maggio 1184. In questa domenica di Pentecoste, nella chiesa di legno fu celebrata la messa solenne con la partecipazione della coppia imperiale. Il portatore della spada dell'imperatore fu il conte di Hainaut Baldovino V. Il cancelliere del conte di Hainaut, Gisleberto di Mons sostenne a posteriori che era sorta una disputa sul diritto di portare la spada tra i principi più potenti e che alla fine l'incarico era stato lasciato al conte di Hainault, poiché era celebre e imparentato con molti dei principi presenti. Mentre la ricerca ha seguito in parte questo giudizio e rileva che l'imperatore volle manifestare il suo favore al conte per la sua importanza strategica sul Basso Reno, la ricerca rituale giunge invece ad una conclusione diversa. Poiché non ci sono prove che i principi abbiano mai disputato in precedenza per svolgere tale servizio, si presume che il conte di Hainaut sia stato costretto a portare la spada come una forma simbolica di integrazione nel sistema di potere imperiale, soprattutto perché la sua elevazione al rango di principe imperiale venne effettuata nell'Hoftag (Gerd Althoff).
Dopo l'ingresso in cattedrale, ebbe luogo un grande banchetto, durante il quale i grandi dell'impero svolsero gli uffici di corte di Schenken, tesoriere, ciambellano e maresciallo.
Il giorno seguente i due figli di Federico, Enrico e Federico, ricevettero da lui in persona l'iniziazione alla spada. I figli dell'imperatore e molti principi, che seguirono il loro esempio e non vollero essere inferiori a loro in questo senso, fecero poi doni sotto forma di cavalli, vesti preziose, oro e argento ai cavalieri e ai menestrelli. Questo venne seguito da un evento equestre, chiamato gyrum, in cui i cavalieri mostrarono le loro abilità nel maneggiare scudi, stendardi e lance. L'imperatore e i suoi figli erano presenti tra i presunti 20.000 partecipanti. Gli eventi equestri continuarono il giorno successivo. Nella settimana seguente, i giochi di combattimento si sarebbero dovuti svolgere a Ingelheim, ma una tempesta causò il crollo di diverse tende e della chiesa di legno, causando alcune vittime tra i celebranti. Questo venne interpretato come un segno divino e la festa si fermò.

## Azioni politiche
Durante l'Hoftag, l'imperatore negoziò con Enrico il Leone un'alleanza antifrancese con il regno d'Inghilterra, ma senza successo. Un altro evento politico molto più simbolico fu la disputa cerimoniale dell'abate di Fulda Corrado. Secondo il cronista Arnoldo di Lubecca, durante una riunione dei principi egli pretese come suo antico diritto di sedere alla sinistra dell'imperatore durante l'Hoftag, ma l'arcivescovo di Colonia aveva a lungo contestato l'esercizio di questo diritto. L'imperatore chiese quindi all'arcivescovo di Colonia Filippo di Heinsberg, che si sentiva ingannato dalla politica territoriale dell'imperatore sul Basso Reno, di accogliere la richiesta dell'abate. L'arcivescovo interpretò questa richiesta come un attacco alla sua posizione, che trovava espressione nel cerimoniale sulla disposizione dei posti a sedere. Filippo chiese allora di poter allontanarsi dai festeggiamenti e di recarsi nella sua locanda, il che equivalse al rifiuto di acconsentire alla sua diminuzione di status cerimoniale. Ne seguì uno scandalo quando numerosi feudatari dell'arcivescovo, tra cui il conte palatino del Reno Corrado, fratellastro dell'imperatore, chiesero anch'essi il loro ritiro dai festeggiamenti.
Allora, secondo il cronista Arnoldo, il figlio dell'imperatore e suo futuro successore, Enrico, si alzò e cadde inginocchio davanti all'arcivescovo con le parole: «Ti prego, carissimo padre, resta qui e non trasformare la nostra gioia in lutto». Filippo fu quindi autorizzato a prendere il posto alla sinistra dell'imperatore, mentre l'abate di Fulda dovette sedere in uno dei sedili inferiori.

## Ricezione
La magnificenza dell'Hoftag di Magonza fu elogiata sia nelle cronache che nella poesia. Nel romanzo di Enea, Enrico di Veldeke paragona il giorno della fattoria al matrimonio tra Enea e Lavinia. Il cronista Arnoldo di Lubecca fece un collegamento con il banchetto del re Assuero. Nella sua 'Bibbia Guiot' (V, 277ss.), il poeta Guiot de Provins si definisce testimone oculare dell'“incomparabile” Hoftag di Magonza.
A causa dell'entità del numero dei partecipanti e dell'impegno profuso, gli studiosi vedono nell'Hoftag di Magonza come un'indicazione sicura che Barbarossa voleva porre fine alla sua Italienpolitik in gran parte fallita e allo stesso tempo farla dimenticare attraverso una dimostrazione del suo potere imperiale.